# ブロック (ライフゲーム)
ブロック (block) はライフゲームに出現する固定物体の1つで、セルが2×2の正方形に4つまとまった形である。

## 構造
このような形状であり、各セルの近傍にはそれぞれ3つずつのセルがあるため、ライフゲームのルール上これ以上セルが誕生することも死滅することもない。すなわちこれは固定物体である。ブロックはタブと並んで最小の固定物体であり、またライフゲームの最も基本的な物体ともいえる。

## 生成

### 小さいパターンからの生成
ブロックは例えば以下のような形から変化して生成する。
|  | ⬜️⬜️⬜️⬜️⬜️⬜️ ⬜️⬛️⬜️⬜️⬛️⬜️ ⬜️⬜️⬛️⬛️⬜️⬜️ ⬜️⬜️⬜️⬜️⬜️⬜️ | ⬜️⬜️⬜️⬜️⬜️⬜️ ⬜️⬛️⬛️⬜️⬛️⬜️ ⬜️⬜️⬜️⬛️⬜️⬜️ ⬜️⬜️⬜️⬜️⬜️⬜️ |

このためブロックの出現頻度はライフゲームのあらゆる物体中最も高い。ただし、トンプソン (Hugh Thompson) のデータによるとブリンカーのほうが上回る場合もある。

### グライダーによる生成
ブロックはグライダー2機の衝突からできる。

## グライダーとの衝突
グライダーと衝突する例を1つ挙げる。
これは、180世代後にブロック6、池2、ブリンカー5が残る。

## 捕食
ブロックは蜂の巣を "食べる" ことができるため、広義のイーターである。このような蜂の巣の消し方は、シャトルの女王蜂が跳ね返るときに生成される蜂の巣を除去し、振動子にするために用いられる。

## 関連する物体
肥料の山 (Blockade, 「封鎖」の意) は、点在する4つのブロックで構成される16セルのパターンである。ブロック同士が離れていて相互に干渉することはないので通常は単なる4つのブロックとして扱われるが、6セルという小さいパターンから発生するため名称が与えられている。
机上のブロック (Block on desk) は、ブロックを含む10セルの固定物体である。ブロックは単体でも固定物体であるが、机の部分は単体では形を維持できないため全体で1つの固定物体となる。
二つのブロック (Bi-block) とモザイクは複数のブロックを並べた物体である。複数のブロックが干渉するセルがあるため全体で1つの物体として扱われる。詳しくは当該項目を参照。